# Germán Arciniegas
Germán Arciniegas (Bogotà, 6 dicembre 1900 – Bogotà, 29 novembre 1999) è stato un giornalista e storico colombiano.

## Biografia
Professore universitario in Colombia, decano della facoltà di filosofia e lettere della Università de "Los Andes" (Bogotà) e professore alla Columbia University di New York. Inoltre occupò diverse cariche pubbliche in quanto fu Ministro dell'Educazione in Colombia e ambasciatore colombiano in Italia, Israele e Venezuela.
Grande importanza ebbe il suo periodo italiano, nel quale studiò a fondo la vita e il tempo del grande fiorentino Amerigo Vespucci. La sua opera America, 500 anni di un nome è uno dei suoi libri più significativi ed è anche una delle poche biografie complete dell'uomo che diede il suo nome ad un intero continente dall'Alaska alla Terra del Fuoco.
Fu membro della Massoneria.
Germán Arciniegas morì a 99 anni a Bogotà.

## Premi
- Premio Maria Moors Cabot: 1963[2]